# 馬里昂鎮區 (明尼蘇達州奧姆斯特德縣)
馬里昂鎮區（英語：Marion Township）是位於美國明尼蘇達州奧姆斯特德縣的一個行政鎮區，於1858年設立。

## 地方資料
馬里昂鎮區的面積為76.40平方千米，皆為陸地。根據2020年美國人口普查的數據，當地共有人口4027人，而人口密度為每平方千米52.71人。